# Tensei Shitara Slime Datta Ken
Tensei Shitara Slime Datta Ken (japanisch 転生したらスライムだった件 ‚Der Tag, an dem ich als Schleim wiedergeboren wurde‘, kurz TenSura 転スラ) ist eine Online-Romanreihe von Fuse, die von 2013 bis 2016 in Japan erschien. Sie wurde als Light Novel und Manga adaptiert, beide erscheinen auf Deutsch unter dem Titel Meine Wiedergeburt als Schleim in einer anderen Welt. Eine Umsetzung als Anime-Fernsehserie erscheint seit dem 1. Oktober 2018, dessen erste Staffel zeitgleich als Original-Fassung mit deutschen Untertiteln, sowie mit einer deutschen Synchronisation auf Crunchyroll erschien. International wird die Serie unter dem Titel That Time I Got Reincarnated as a Slime vertrieben.

## Inhalt
Der Mittdreißiger Satoru Mikami ist Angestellter und war mit seinem Leben zufrieden, hätte aber gern eine Freundin. Sein Kollege möchte vor ihm mit seiner Freundin angeben. Als die beiden überfallen werden, kommt Satoru ihnen zu Hilfe und wird dabei selbst erstochen. Eine Computerstimme spricht zu ihm und als er wieder erwacht, kann er sich nicht bewegen und nichts sehen. Nach einer Weile stellt Satoru fest, dass er als lebender Schleimklumpen wiedergeboren wurde. Langsam lernt er seine Fähigkeiten kennen, kann andere Wesen auflösen und sich von ihnen ernähren und dabei deren Fähigkeiten erwerben. Dabei wird er stets von der Computerstimme beraten, die ihm zu allem Antworten geben und alles analysieren kann. Schließlich trifft er den Drachen Veldora, der ihm zur Fähigkeit zu Sehen verhilft. Sie freunden sich an und geben sich den gemeinsamen Namen Tempest. Veldora gibt dem Schleim den Vornamen Rimuru. Veldora ist furchteinflößend, aber freundlich und hilfsbereit zu Rimuru. Seit 300 Jahren ist der Drache in der Höhle, in der Rimuru wiedergeboren wurde, durch den Bann einer Heldin eingesperrt. Rimuru nimmt ihn in sich auf, sodass sie zusammen fliehen können.
Draußen findet sich Rimuru in einer Welt voller Goblins, Wölfe und Zwerge. Den schwachen Goblins erscheint der mächtige, sprechende Schleim als Gott und Rimuru ist bereit, ihnen gegen die Wölfe zu helfen. Als diese besiegt sind, erkennen sie die Macht des Schleims an und akzeptieren Rimuru als neuen Anführer. Er gibt ihnen allen Namen, wodurch sie deutlich stärker werden. Gemeinsam sollen sie ein neues Dorf aufbauen und sich gegen andere Monster verteidigen, die nach dem Verschwinden Veldoras nun aktiver geworden sind. Um Hilfe zu finden, reist Rimuru mit einigen Wölfen und Goblins zur Stadt der Zwerge. Dort hilft Rimuru dem Schmied, der einen unerfüllbaren Auftrag vom Minister des Königs erhalten hat. Als sie gemeinsam feiern, wobei Rimuru zu seiner Freude erstmals Elfen kennenlernt, kommt es zu einem Streit mit dem Minister. Schließlich werden der Schmied und seine Freunde verbannt. Sie schließen sich Rimuru an, der damit Handwerker für die neue Stadt gewonnen hat.
Im Laufe der Zeit entwickelt sich aus dem Dorf eine Stadt, die zur Hauptstadt einer neuen Nation wird mit Rimuru an der Spitze, der danach strebt, ein Land zu schaffen in dem jeder, sei es Mensch oder Monster, in Harmonie zusammenleben kann. Doch bei vielen erzeugt diese neue Nation, die hauptsächlich von Monstern aller Art bewohnt wird, auch Ablehnung oder auch ungewolltes Interesse, darunter diverse Nachbarländer, die Kirche oder auch einzelne Dämonenherrscher. Andere kann Rimuru für seine Sache gewinnen. Zum Erschließen der Ressourcen und Weiterentwickeln der Gesellschaft bedient er sich seines technischen und naturwissenschaftlichen Wissens aus seinem vorherigen Leben. Auf Grund des Vorhandenseins von Magie fand es bisher niemand notwendig, dahingehend zu forschen. So stößt er eine industrielle Revolution an und formt die Gesellschaft nach japanischem Vorbild um. Das führt in einem ersten Schritt zu einem befriedeten Wirtschaftsraum im Westen des Kontinents, bevor es zur Konfrontation mit dem Östlichen Kaiserreich kommt. All dies läuft im Schatten einer bevorstehenden Bedrohung statt. In regelmäßigen Abständen kommt es zum Krieg zwischen Engel und Dämonen, welcher der Welt und auch unbeteiligter Parteien großen Schaden zufügt.

## Veröffentlichungen
Die von Fuse geschriebenen Geschichten erschienen zunächst ab 2013 als Reihe auf der Website Shōsetsuka ni Narō. Der Verlag Micro Magazine erwarb 2014 die Rechte an dem Titel und veröffentlichte die mit Illustrationen von Mitz Vah versehenen Geschichten als Light-Novel-Reihe, die bisher 21 Bände umfasst, mit dem englischen Nebentitel Regarding Reincarnated to Slime. Eine englische Übersetzung erscheint bei Yen Press unter dem Titel That Time I Got Reincarnated as a Slime. Die Veröffentlichungen auf Shōsetsuka ni Narō wurden 2016 eingestellt.
Eine Manga-Adaption, umgesetzt von Taiki Kawakami, erscheint seit März 2015 im Magazin Gekkan Shōnen Sirius bei Kodansha. Die Kapitel wurden auch in bisher 29 Sammelbänden veröffentlicht (Stand: Juni 2025). Der 8. Band verkaufte sind in Japan über 300.000 mal. Eine deutsche Fassung des Mangas erscheint seit August 2018 bei Altraverse in bisher 28 Bänden (Stand Juli 2025), eine englische bei Kodansha Comics.
Daneben gibt es mehrere Manga-Ableger, die teils andere Figuren in den Vordergrund rücken:
- Tensei Shitara Slime Datta Ken: Mamono no Kuni Arukikata (転生したらスライムだった件 魔物の国の歩き方 ‚~: Gangart des Landes der Monster‘) gezeichnet von Shō Okagiri erscheint im Web-Mangamagazin Comic Ride des Verlags Micro Magazine. Die Kapitel wurden seit 2017 in bisher sechs Sammelbänden zusammengefasst.

- TenSura Nikki: Tensei Shitara Slime Datta Ken (転スラ日記　転生したらスライムだった件 ‚Die Schleim-Tagebücher: ~‘), gezeichnet von Shiba, erscheint im Online-Ableger des Magazins Gekkan Shōnen Sirius, Suiyōbi Sirius, und wurde seit 2018 in bisher drei Sammelbänden zusammengefasst. Dieses Werk erscheint seit Mai 2019 unter dem Titel Die Schleim-Tagebücher ebenfalls bei Altraverse auf Deutsch.

- Tensei Shitara Slime Datta Ken: Ibun Makoku Kurashi no Trinity (転生したらスライムだった件 異聞 魔国暮らしのトリニティ ~: ~ Toriniti, deutsch ‚~: Die ungewöhnliche Geschichte der Dreifaltigkeit der Lebensverhältnisse im Monsterland‘), gezeichnet von Tae Tono, wird ebenfalls in online auf Suiyōbi Sirius veröffentlicht.

- Tensei Shitara Slime Datta Ken: Mabutsu no Kuni no Arukikata (転生したらスライムだった件～魔物の国の歩き方～) wird geschrieben von Fuse und gezeichnet von Shou Okagiri. In Japan erscheint der Manga seit 2017 und erreichte bisher sechs Bände. Diese erscheinen seit Mai 2020 bei Altraverse auf Deutsch unter dem Titel Der Schleim-Reiseführer in das Land der Dämonen.

## Anime
Eine Adaption als Animeserie wurde im März 2018 angekündigt. Diese erfolgt durch das Animationsstudio Eight Bit unter der Regie von Yasuhito Kikuchi und dem Charakterdesign von Ryōma Ebata. Die Ausstrahlung startete am 2. Oktober 2018 punkt Mitternacht (und damit am vorigen Fernsehtag) auf Tokyo MX und BS11, sowie mit Versatz auch auf TV Kanagawa und Mainichi Hōsō.
Crunchyroll streamte die Serie unter dem Titel That Time I Got Reincarnated as a Slime weltweit, ausgenommen Asien, im Simulcast unter anderem mit deutschen und englischen Untertiteln. Aufgrund des Zeitunterschiedes erfolgte die Erstausstrahlung hier bereits am 1. Oktober. Die letzte Folge der ersten Staffel war eine Zusammenfassung der bisherigen Geschichte aus der Sicht des Sturmdrachens Veldora. Diese Episode wurde erstmals am 25. März 2019 ausgestrahlt.
Im März 2019 wurde auf einer Veranstaltung in Tokyo, bei der die Premiere der 24. Folge stattfand, eine zweite Staffel für 2020 angekündigt. Crunchyroll und TNT veröffentlichten 2020 eine auf Deutsch synchronisierte Fassung im Adult-Swim-Block auf TNT Comedy. Um 16 Uhr des Folgetages wurden die ausgestrahlten Episoden auf Crunchyroll mit der Synchronisation veröffentlicht. Ein deutsches Disc-Release erfolgte 2021 durch Kazé Deutschland.
Eine dritte Staffel wurde im November 2022 angekündigt. und vom 5. April bis 27. September 2024 ausgestrahlt.
Mit der Ausstrahlung der letzten Folge der dritten Staffel wurde eine vierte Staffel angekündigt.

### Synchronisation
Die deutsche Synchronfassung entsteht bei der TNT Media GmbH in Potsdam. Velin Marcone und Jermain Meyer dienen in der deutschen Bearbeitung als Synchronregisseure, während das Dialogbuch unter anderem von Daniel Gärtner geführt wird.
| Rolle                         | japanischer Sprecher (Seiyū) | deutscher Sprecher                                       |
| Jura-Tempest-Föderation       | Jura-Tempest-Föderation      | Jura-Tempest-Föderation                                  |
| ----------------------------- | ---------------------------- | -------------------------------------------------------- |
| Rimuru Tempest                | Miho Okazaki                 | Peggy Pollow                                             |
| Großer Weiser / Raphael       | Megumi Toyoguchi             | Heike Schroetter                                         |
| Veldora Tempest               | Tomoaki Maeno                | Klaus-Dieter Klebsch                                     |
| Ranga                         | Chikahiro Kobayashi          | Johann Fohl                                              |
| Gobuta                        | Asuna Tomari                 | Sven Plate                                               |
| Riguldo                       | Kanehira Yamamoto            | Hans-Eckart Eckhardt (1. Stimme) Axel Lutter (2. Stimme) |
| Benimaru                      | Makoto Furukawa              | Roman Wolko                                              |
| Shuna                         | Sayaka Senbongi              | Alice Bauer                                              |
| Souei                         | Takuya Eguchi                | Paul Matzke                                              |
| Shion                         | Mao Ichimichi                | Josephine Schmidt                                        |
| Gerudo II.                    | Tarou Yamaguchi              | Phillip Sponbiel                                         |
| Gabiru                        | Jun Fukushima                | Lasse Dreyer                                             |
| Kaijin                        | Atsushi Ono                  | Ronald Nitschke                                          |
| Tryney                        | Rie Tanaka                   | Dana Friedrich                                           |
| Diablo                        | Takahiro Sakurai             | Bastian Sierich                                          |
| Venom                         | Kensho Ono                   | Nico Sablik                                              |
| Dämonenkönige                 |                              |                                                          |
| Guy Crimson                   | Akira Ishida                 | Julien Haggège                                           |
| Milim Nava                    | Rina Hidaka                  | Jodie Blank                                              |
| Leon Cromwell                 | Jun Fukuyama                 | Bernd Egger                                              |
| Ramiris                       | Anzu Haruno                  | Esra Vural                                               |
| Karion                        | Yasuaki Takumi               | Dirk Talaga                                              |
| Frey                          | Sayaka Ohara                 | Doreaux Zwetkow                                          |
| Luminas Valentine             | Lynn                         | Samina König                                             |
| Clayman                       | Takehito Koyasu              | Florian Hoffmann                                         |
| Dino                          | Yuusuke Kobayashi            | Jan Makino                                               |
| Dagroule                      | Rikiya Koyama                | Frank Kirschgens                                         |
| Freiheitsgilde                |                              |                                                          |
| Yuuki Kagurazaka              | Natsuki Hanae                | Konrad Bösherz                                           |
| Shizue Izawa                  | Yumiri Hanamori              | Luisa Wietzorek                                          |
| Ken'ya Misaki                 | Ayaka Asai                   | Sarah Tkotsch                                            |
| Gale Gibson                   | Gen Satou                    | Johannes Walenta                                         |
| Alice Rondo                   | Haruka Shiraishi             | Franziska Trunte                                         |
| Ryouta Sekiguchi              | Shizuka Ishigami             | Derya Flechtner                                          |
| Chloe O’veil                  | Azusa Tadokoro               | Moira May                                                |
| Heiliges Kaiserreich Lubelius |                              |                                                          |
| Hinata Sakaguchi              | Manami Numakura              | Rieke Werner                                             |
| Roy Valentine                 | Masaaki Mizunaka             | Stefan Bräuler                                           |
| Louis Valentine               | Masaaki Mizunaka             |                                                          |
| Leonard                       | Kenji Nojima                 |                                                          |
| Arno                          | Eiji Takemoto                |                                                          |
| Bacchus                       | Hajime Iijima                |                                                          |
| Litis                         | Haruka Aikawa                |                                                          |
| Fritz                         | Taishi Murata                |                                                          |
| Garde                         | Wataru Komada                |                                                          |
| Saare                         | Shōya Chiba                  |                                                          |
| Gregory                       | Masashi Yamane               |                                                          |
| Glenda                        | Mari Hino                    |                                                          |
| Königreich Farmas             |                              |                                                          |
| Edomalis                      | Hiroshi Yanaka               | Thomas Schmuckert                                        |
| Razen                         | Eiji Hanawa                  | Reinhard Scheunemann                                     |
| Reyheim                       | Hayato Fujii                 | Martin Schubach                                          |
| Youm                          | Yoshimasa Hosoya             | Simon Derksen                                            |
| Mjurran                       | Atsumi Tanezaki              | Giovanna Winterfeldt                                     |
| Grucius                       | Satoshi Hino                 | Jaron Löwenberg                                          |
| Tugendhafte Schausteller      |                              |                                                          |
| Kagali                        | Yui Ishikawa                 | Flavia Vinzens                                           |
| Laplace                       | Kazuya Nakai                 | Tim Schwarzmaier                                         |
| Footman                       | Shinji Kawada                | Rafael Albert                                            |
| Tear                          | Kaede Hondo                  | Magdalena Höfner                                         |
| Weitere                       |                              |                                                          |
| Satoru Mikami                 | Takuma Terashima             | Florian Clyde                                            |

### Musik
Die Serienmusik stammt von Elements Garden. Der Vorspanntitel der ersten Hälfte von Staffel 1 – Nameless story – wird von Takuma Terashima (Satoru Mikamis Sprechrolle) gesungen und dessen Abspanntitel Another colony von True.

## Film
Am 31. Januar 2023 startete der Film Meine Wiedergeburt als Schleim in einer anderen Welt – Der Film: Feuerrote Bande (Original: Gekijōban Tensei shitara slime datta ken – Guren no kizuna-hen) in den deutschen Kinos. Der Film wird von Crunchyroll vertrieben und entstand unter der Regie von Yasuhito Kikuchi.

## Rezeption
Die Romanreihe verkaufte sich bis März 2018 etwa 4,5 Millionen Mal.